# Balakən (Rayon)
Balakən (auch Balakan) ist ein Rayon im Nordwesten Aserbaidschans. Hauptstadt des Bezirks ist die Stadt Balakən. Der Rayon grenzt im Norden an das zur Russischen Föderation gehörende Dagestan und im Westen und Südwesten an Georgien.

## Geografie
Der Rayon hat eine Fläche von 994 km². Die Landschaft gehört zur Südflanke des großen Kaukasus und liegt über 300 m über dem Meeresspiegel. Es gibt große Nussbaumwälder. Teile der Region gehören zum Nationalpark Zagatal.

## Bevölkerung
Der Rayon hat 99.600 Einwohner (Stand: 2021). 2009 betrug die Einwohnerzahl etwa 89.500. Davon 72,7 % Aserbaidschaner, 21,4 % Awaren, 2,9 % Georgier, 2,6 % Garachi (Sprecher eines awarischen Dialektes aus Dagestan), sowie Ukrainer und Russen. Es wird vor allem Aserbaidschanisch, aber auch Awarisch gesprochen. 95 % der Bevölkerung sind schiitische Muslime.

## Wirtschaft
Die Region ist landwirtschaftlich geprägt. Es werden Getreide, Mais, Tabak und Nüsse angebaut sowie Rinder gezüchtet. Außerdem gibt es eine Lebensmittel verarbeitende Industrie, besonders Molkereien.

## Sehenswürdigkeiten
In der Region finden sich Bauwerke aus dem 12. Jahrhundert, so in Pəriqala. Außerdem antike Festungen und der Hacı-Murtuz-Turm.

## Verkehr
Am Dorf Postbina an der Grenze zu Georgien gibt es einen Grenzübergang. Es besteht eine regelmäßige Busverbindung zwischen der Stadt Balakən und dem georgischen Kabali, sowie nach Baku und Zaqatala.